# Yao Juan
Yao Juan (姚娟S, Yáo JuānP; 18 luglio 1983) è un'atleta paralimpica cinese, detentrice del record mondiale di lancio del giavellotto della categoria F44.

## Biografia
Yao è affetta da poliomielite dall'età di quattro anni. Ha debuttato nelle gare dei lanci ai Giochi paralimpici di Sydney 2000 dove ha vinto la medaglia d'oro nel giavellotto. In seguito, ha conquistato altri tre allori paralimpici: a Pechino 2008 nel giavellotto, a Londra 2012 nel getto del peso (con record mondiale di categoria) e a Rio 2016 nel lancio del disco.
Yao ha vinto ottenuto cinque titoli mondiali: due nel lancio del disco, due nel lancio del giavellotto e uno nel getto del peso.
Il 9 ottobre 2015, durante i Giochi asiatici paralimpici di Giacarta, ha fatto segnare il record mondiale nel lancio del giavellotto con una misura di 39,01 metri.

## Palmarès
| Anno | Manifestazione       | Sede           | Evento                           | Risultato | Prestazione | Note                          |
| ---- | -------------------- | -------------- | -------------------------------- | --------- | ----------- | ----------------------------- |
| 2000 | Giochi paralimpici   | Sydney         | Lancio del giavellotto F44       | Oro       | 37,56 m     |                               |
| 2002 | Mondiali paralimpici | Lilla          | Lancio del disco F44             | Oro       | 39,41 m     |                               |
| 2006 | Mondiali paralimpici | Assen          | Lancio del giavellotto F42/44/46 | Oro       | 38,59 m     |                               |
| 2008 | Giochi paralimpici   | Pechino        | Lancio del giavellotto F42-46    | Oro       | 40,51 m     |                               |
| 2012 | Giochi paralimpici   | Londra         | Getto del peso F42/44            | Oro       | 13,05 m     |                               |
| 2013 | Mondiali paralimpici | Lione          | Getto del peso F42-44            | Argento   | 11,56 m     |                               |
| 2015 | Mondiali paralimpici | Doha           | Getto del peso F44               | Oro       | 13,14 m     |                               |
| 2015 | Mondiali paralimpici | Doha           | Lancio del disco F44             | Oro       | 43,39 m     |                               |
| 2016 | Giochi paralimpici   | Rio de Janeiro | Lancio del disco F44             | Oro       | 44,53 m     |                               |
| 2017 | Mondiali paralimpici | Londra         | Getto del peso F44               | Argento   | 11,48 m     | Miglior prestazione personale |
| 2017 | Mondiali paralimpici | Londra         | Lancio del disco F44             | Oro       | 39,72 m     |                               |